# Dey d'Alger
Pour les articles homonymes, voir Dey et Alger.
Le dey d'Alger (en arabe : داي (daï), dayı en turc) est l'un des titres utilisés pour désigner les chefs d'État souverains de la régence d'Alger de 1671 à 1830. 
Il représente la période pendant laquelle la régence disposait de sa pleine souveraineté vis-à-vis de la Sublime Porte.

## Rôle politique
Le dey est à la tête d'une monarchie élective, sur laquelle il possède un pouvoir théoriquement absolu,,. Il est assisté d'un conseil large, le diwan, dont le rôle, après son intervention dans la désignation du dey, est consultatif pour la gestion des affaires courantes. Il se réunit en principe une fois par semaine et peut délibérer les décrets en période où le dey ne se sent pas assez fort pour gouverner seul.
Dans les faits, le dey gouverne assisté de ses ministres, appelés littéralement « les puissances » : le khaznadji, l'agha al-mahalla, le wakil al Kharadj le khodjet al khil et le bait el maldji. Ces ministres forment un conseil restreint — appelé également diwan bien que distinct de celui cité dans le paragraphe précédent — très important dans la gestion des affaires courantes.
Le dey a le pouvoir de nommer ses ministres, les beys à la tête des beyliks (administration provinciales) et les principaux postes administratifs. Ses décrets ont valeur de loi et il a autorité dans toutes les affaires publiques, excepté celles relatives à la religion. Le dey a aussi pour fonction de rendre la justice dans les affaires qui lui sont portées en audience.
Cependant le pouvoir du dey est dans les faits limité par la structure militaire de l’État : il est avant tout un chef militaire et il a pour obligation de payer la solde des janissaires. Il demeure sous la garde des janissaires au palais de la Jenina et il est ainsi exposé à leur mécontentement, aux intrigues et aux assassinats,. L'autre limite de fait au pouvoir du dey, est l'effort de centralisation de l'administration qui s'avère peu fructueux.

## Origine
Le terme provient du turc et signifie littéralement « oncle maternel », terme usité couramment pour désigner tout parent ou personne âgée. L’émergence de la figure du dey s'inscrit dans le mouvement d'émancipation des régences d'Afrique du Nord de la tutelle ottomane représentée localement par la figure du pacha (représentant de Constantinople) au XVIIe siècle. On retrouve en premier lieu ce terme à Tunis pour désigner un officier commandant une section de milice. Un de ces dey ayant pris la tête du gouvernement local, le terme fut étendu. À Alger les chefs portés au pouvoir après la révolution de 1671, sont ainsi appelé dey. Pour les Algériens il est le « sultan d'El Djazaïr » et les consuls étrangers lui donnent le titre d'« Excellence ». Malgré la présence du pacha jusqu'en 1710, la politique menée est largement indépendante de Constantinople,.
Ce dey est en premier lieu choisi par le diwan, qui comprend la taïfa des raïs (corsaires de la régence) et la tajmaat d'Alger (représentants des tribus arabes et berbères payant l'impôt annuel au Dey), avec un consentement de pure forme de la milice, avant que cette dernière par le biais du diwan, ne prenne le dessus.

## Territoire

Les beyliks de la Régence d'Alger en 1700.

Le pays est divisé en quatre parties : le Dar Es-Soltane, territoire comprenant Alger et ses environs, directement gouverné par le dey, puis trois beyliks, celui de l'Ouest (chef-lieu Mazouna, Mascara et Oran en 1792), celui de Titteri (Médéa) et celui de l'Est (Constantine). Un bey nommé par le dey dirige ces provinces. Chaque beylik est subdivisé en plusieurs outans administrés par un caïd généralement d'origine turque. Les outans comprennent plusieurs douars et tribus dirigés par des cheiks.

## Histoire

### Contexte politique et émergence des deys

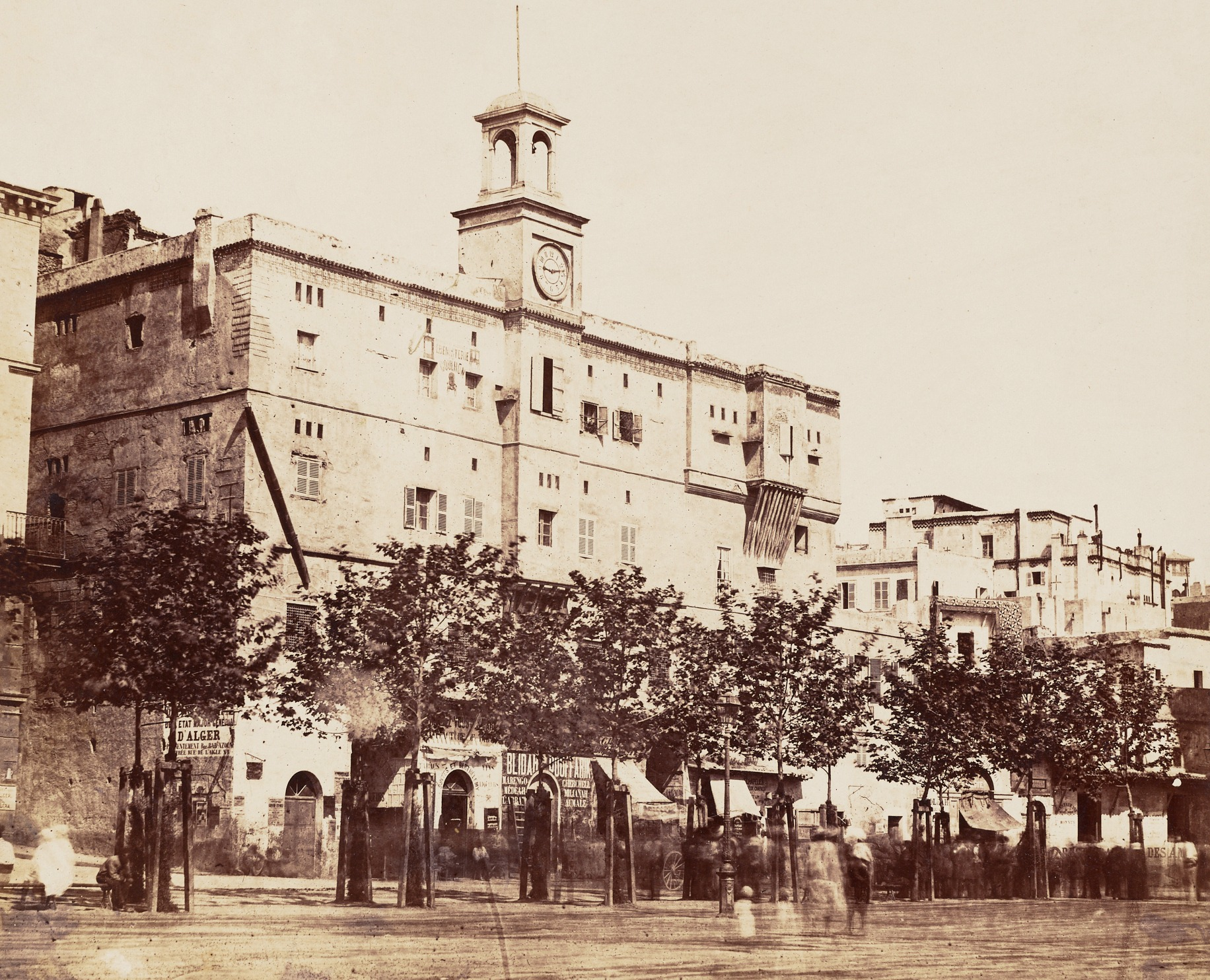
Palais de la Djénina, Dar Soltan en arabe en 1856.

En 1659, la révolution des aghas provoque un renversement du pacha investi par Constantinople. La milice prenant le dessus sur la taïfa des raïs (corporation des corsaires), les aghas, désormais chefs de la régence, sont désignés localement par le diwan dominé par les janissaires. Cette « république militaire des aghas » perdure de 1659 à 1671. Très instable, elle est minée par les conflits internes à la milice et les assassinats. En 1671, le dernier des aghas, Ali Agha, a instauré un pouvoir absolu et prend le titre de hakem. Il décapite son opposant, chef des janissaires, et provoque une rébellion parmi ses troupes. Il finit par être assassiné. Les raïs profitent alors de l'occasion et de l'incapacité de la milice à s'entendre pour ouvrir une nouvelle période et imposer, Hadj Mohammed, un des leurs comme le premier dey de la régence d'Alger. Cependant le triomphe de la taïfa n'est pas absolu, le diwan impose aux côtés du dey la présence du hakem pour la gestion des affaires intérieures, ce qui conduit à un gouvernement bicéphale lors des premières années du régime des deys.
Le dey, malgré une puissance absolue qui ne s’étend guère au-delà du Dar es-Soltan, n’est pas à l’abri des coups d’État et des révolutions de palais. Entre 1671 et 1830, environ un dey sur deux prend le pouvoir à la faveur d’une émeute et après l’assassinat de son prédécesseur.

### Cohabitation des deys et des pachas (1671-1710)
De 1671 à 1710, l'État d'Alger est toujours vu comme une dépendance par le sultan ottoman, qui y délègue de manière protocolaire un pacha au côté du dey. Durant cette période, les institutions de la régence se consolident, ainsi que ses frontières à l'est et à l'ouest. Le dey exerçant la réalité du pouvoir, il se développe une politique largement indépendante de Constantinople.
Face aux intrigues des pachas, le dey Baba Ali Chaouch réunit un divan où il élimine les janissaires frondeurs. Ce conseil entérine une décision fondamentale selon laquelle Alger ne recevrait plus de pacha, représentant du sultan ottoman. Désormais, le dey prend également le titre de pacha. Cependant ce titre s'il permet de ménager les liens avec l'Empire ottoman et d'obtenir son investiture, est contesté localement. En effet historiquement ni les raïs, ni la milice, ni la population n'ont respecté l'autorité du pacha, souvent réduit à un rôle protocolaire. Les deys prenant le titre de pacha, et donc revendiquant gouverner nominalement pour le compte des sultans ottomans, doivent désormais eux-mêmes affronter des révoltes de janissaires. Ils finissent donc par rejeter leur autorité empruntée de pacha, fut-elle nominale.

### Période des deys (1710-1830)

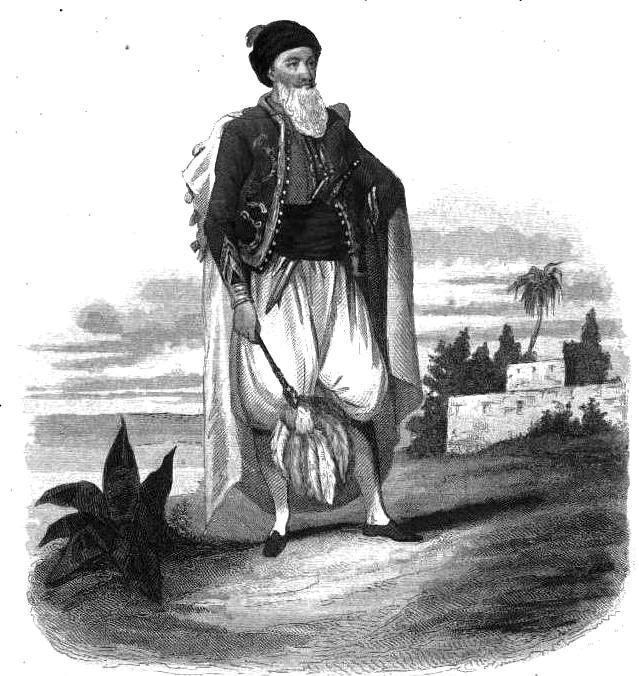
Gravure représentant un dey d'Alger.

Les deys affirment leur autorité en matière de politique étrangère. En 1719, les Hollandais se plaignent sans succès auprès de la Sublime Porte des attaques des raïs d'Alger ; le dey Mohammed Ben Hassan (1718-1724) ne se sent pas lié par les capidjys ottomans. De la même manière le dey Baba Abdi (1724-1732) ne se sent pas lié par les accords passés entre le pouvoir central de l'Empire ottoman, à Constantinople, et les pays européens. Les deys doivent avant tout satisfaire sur le plan intérieur les raïs qui ne supportent pas de voir le corso limité par des traités de paix et la milice attachée au paiement de sa solde. Cependant face aux réactions européennes et aux traités de paix qui en découlent, l'activité du corso subit un net déclin au XVIIIe siècle.
Comme leur pouvoir est électif, les deys restent cependant toujours à la merci de la milice, qui les élève ou les dépose à son gré. Ainsi, six d'entre eux sont installés et assassinés le même jour durant l'année 1732. Mohamed Ben Othmane est le seul à régner durant plus de 25 ans (1766-1791). Le dernier dey d'Alger, Hussein, règne depuis douze ans lorsque la conquête de l'Algérie par la France débute en 1830.

## Évolution institutionnelle et gouvernement
En 1671, la création du poste de dey s’accompagne de l'adjonction d'un adjoint aux pouvoirs étendus, le kiaga, désigné par le divan qui espère ainsi garder la main sur la gestion du gouvernement et les affaires. Les deys veulent, eux, structurer le pouvoir autour d'un cercle restreint sur lequel ils peuvent compter.
Dès 1672, il est question à travers les correspondances de consuls et d'ambassadeurs, d'un Conseil du dey ou du « dey et de ses ministres ». Le Père Levacher utilise et vulgarise le terme de « Puissance » qui sert à désigner tout dignitaire influant gravitant autour du dey. Parmi les premières fonctions ministérielles, il faut sûrement compter les quatre écrivains du divan d'Alger (assemblée) dont le premier d'entre eux (le grand écrivain), est désigné comme Bach Defterdar. Le dey Hadj Chaban fait de son premier écrivain Mohamed el Amin son adjoint direct et l'envoie comme ambassadeur auprès de Louis XIV. Le consul Durand rapporte, durant l'année 1705, que le premier soutien du dey Mohamed Atchi est son propre neveu et grand écrivain. Ces dignitaires sont trop liés au divan de par leur origine et leur fonction pour satisfaire la nécessité que les deys éprouvent à rendre leur pouvoir absolu. Ainsi progressivement les deys vont adjoindre à leur gouvernement divers dignitaires qui ne s'inscrivent plus dans la hiérarchie du divan et de l'odjack et dans leurs règles de promotion. Certains sont des postes de création ancienne : le Beit el Maldji ou le bach chaouch ; d'autres de création récente : atchi bachi, agha des spahis arabes et l'intendant du palais. Certains de ces dignitaires deviennent dey ce qui témoigne de leur ascension politique : Baba Hassan et Hussein sont d'ancien baba chaouch, Mustapha un ancien atchi, Hadj Chaban, Hassen Cherif, Mohammed Baktach d'anciens khodjas. Tous ces dignitaires siègent au conseil du dey à sa demande, mais l'officialisation vis-à-vis de l'Odjack est longue. En 1710, Jacques Philippe Laugier de Tassy rapporte que le conseil se compose, outre les quatre grands écrivains, du khaznadji, du bach chaouch et du tordjman du dey. La politique du dey et des ministres va consister dès lors à neutraliser le divan. Le dey ménage ses ministres qui en retour entretiennent par leurs moyens financiers divers réseaux dans l'armée et l'administration qui alertent le gouvernement sur les tentatives de complot ou tout simplement l'opinion. Ainsi les Puissances et les deys veillent à leurs intérêts et leur conservation réciproque. Les deys inaugurent une tradition politique qui consiste à désigner comme successeurs leurs ministres. Les complots sont ainsi plus difficiles à mettre en œuvre car éliminer un dey ne suffit pas, c'est l'ensemble des dignitaires d'un gouvernement qu'il faut viser ou, du moins, s'assurer de leur neutralité. Les deys et leurs gouvernements vont dès lors jouir d'une relative stabilité politique.